# Zoom digitale

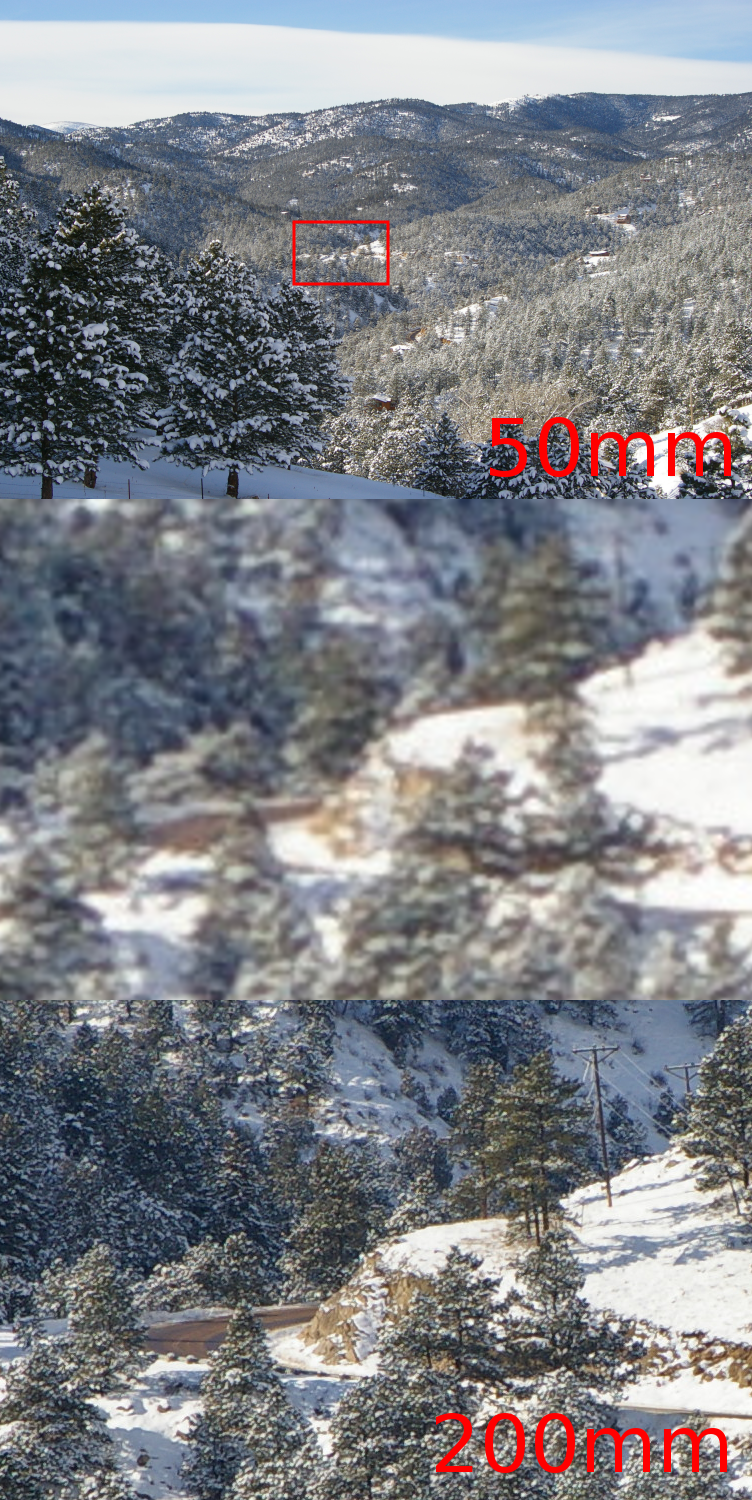
Confronto: prendendo come base la prima immagine, si vede chiaramente la differenza tra il risultato con zoom digitale (immagine al centro) e tra quello con zoom ottico (immagine di sotto).

Lo Zoom digitale, o Digital zoom, è l'ingrandimento di immagini o video senza l'utilizzo di lenti ottiche, ma esclusivamente in modo digitale. La dilatazione di un particolare dell'immagine o del fotogramma comporta inevitabilmente una perdita di qualità.
Un esempio di questo tipo di zoom può essere l'ingrandimento di un'immagine su un computer, l'aumento della dimensione di una pagina web, il cambiamento dell'aspect ratio di un video, ecc.
Molte fotocamere economiche, così come quelle a corredo dei telefoni cellulari, pur provviste di un sistema di lenti ottiche, integrano la potenza limitata dello zoom ottico con uno zoom digitale.